# John Scurti
John Martin Scurti ist ein US-amerikanischer Schauspieler.

## Biografie
Scurti wurde in Northport (New York) geboren und machte seinen Abschluss an der Fordham University. Sein Schauspieldebüt gab er 1993 in Ted Demmes Film Who’s the Man? Zwischen ihm und Demme sowie zu Denis Leary, den er während der Dreharbeiten kennenlernte, entwickelte sich in der Folge eine Freundschaft. Die Zusammenarbeit mit Demme setzte sich bei den Filmen No Panic – Gute Geiseln sind selten und Beautiful Girls fort.
In der Folgezeit hatte er zahlreiche Gastauftritte in Fernsehserien wie Murphy Brown, Chaos City, Sex and the City, Law & Order, Ed – Der Bowling-Anwalt und Monk.
Der Durchbruch gelang ihm 2004, als Denis Leary ihm eine Rolle in dessen Fernsehserie Rescue Me anbot. Neben seiner Rollentätigkeit betätigte er sich zudem als Drehbuchautor einzelner Episoden.

## Filmografie (Auswahl)
- 1993: Who’s the Man?
- 1994: Hand Gun
- 1994: No Panic – Gute Geiseln sind selten (The Ref)
- 1996: Beautiful Girls
- 2003: Mona Lisas Lächeln (Mona Lisa Smile)
- 2004–2011: Rescue Me (Fernsehserie)
- 2005: Krieg der Welten (War of the Worlds)
- 2011: Dr. House (Fernsehserie, eine Folge)
- 2012: Person of Interest (Fernsehserie, eine Folge)
- 2013: Die Möbius-Affäre (Möbius)